# Chilton Street
Chilton Street is een gehucht in het bestuurlijke gebied St. Edmundsbury, in het Engelse graafschap Suffolk. Het maakt deel uit van de civil parish Clare.